# Matfre Ermengau
Matfre Ermangau(d) (... – 1322) è stato un frate francescano, giurista - "Legum Magister" (senhor de leis). - e trovatore, originario di Béziers.

Ha scritto una canso, la cui melodia ci è pervenuta, e un sirventes moralizzante. Il suo lavoro più famoso è una grammatica occitana di 34.735 ottonari chiamata il Breviari d'amor, iniziata nel 1288. Di estensione enciclopedica e diversificata, il suo unico obiettivo è la riconciliazione dell'amore di Dio con gli intrighi amorosi della lirica trobadorica. Divisa in parti e strutturata come un "albero dell'amore", il Breviari viene conservato in dodici codici completi e in molti frammenti. È stata tradotta in castigliano e nel dialetto limosino (si pensava una volta in catalano o occitano catalanizzato). Matfre dice anche che avrebbe scritto meglio in latino (da cui prese in prestito la parola breviari, da breviarium, non trovata altrove nell'occitano medievale). 
L'opera inizia con la teologia popolare, una sezione intitolata "Lo studio di Dio e della creazione". Dalla Trinità arriva agli angeli, demoni, poi allo zodiaco e ai pianeti. Dunque in una sezione intitolata "Lo studio della Natura" ("Legge Naturale") discute i propri modi di adorazione, poi le tentazioni che colpiscono i cristiani e i peccati che devono evitare. Gli exempla sono tratti dalla vita di tutti i giorni. Infine, nell'"Amore di Dio", egli compendia le credenze cristiane, la vita di Cristo e molte agiografie.
L'ultima sezione (8000 versi) dell'opera, "Perilhos tractatz d'amor de donas, seguon qu'en han tractat li antic trobador en lurs cansos", strutturata come un dialogo tra i difensori dell'Amore e i loro critici, viene riempita con citazioni (266 secondo alcune stime) di altri trovatori e anche alcuni trovieri; Matfre cita sé stesso sei (Jeanroy) o nove (Paden) volte e suo fratello Peire due. Era molto accurato nel citare poeti di diversi periodi, ma i suoi favoriti sembrano essere Aimeric de Peguilhan, Bernart de Ventadorn e Peire Vidal del "periodo classico". Il titolo di "Perilhos" indica che gli antic trovatori fossero stati delle autorità in materia poetica e amorosa. A sostegno di ciò, cita anche Raimon Jordan che usa la parola antic dei suoi predecessori. La conoscenza di Matfre dei primi trovatori proviene in massima parte dalla lettura, precisando che i primi trovatori "suovano" ma non scrivevano dell'amore, come fanno Matfre e i suoi contemporanei. Dopo il "Perilhos", Matfre include una lettera (epistola) a sua sorella, scritta in  distici rimati in versi decasillabi: Fraires Matfre a sa cara seror, dove spiega il simbolismo di un  cappone di Natale. 
Matfre è stato accreditato, insieme a Ferrari da Ferrara, come pioniere dell'antologizzazione dei trovatori. Matfre è in parte responsabile di aver trattato in seguito una singola cobla come un'unità a sé stante, in quanto regolarmente citava una cobla di un trovatore e la trattava come un singolo pensiero. Matfre era diventato abbastanza famoso al tempo in cui Peire de Ladils lo trattava insieme ai suoi eroi del romanzo arturiano (1340 ca.) 